# Alto Tâmega
Alto Tâmega är en statistisk underregion (NUTS 3) i norra Portugal.                                                                                                                                                            
Den är en del av den statistiska regionen Norra Portugal (NUTS 2).
Dess viktigaste ort är Chaves.                
Ytan uppgår till 2 922  km² och befolkningen till 84 253 personer (2021).
Underregionen Alto Tâmega omfattar norra delen av distriktet Vila Real och sammanfaller geografiskt med Comunidade Intermunicipal do Alto Tâmega e Barroso ("Alto Tâmega och Barrosos kommunalförbund"; ”CIMAT”).

## Kommuner
Alto Tâmega omfattar 6 kommuner (concelhos) och 118 kommundelar (”freguesias”).
- Boticas
- Chaves
- Montalegre
- Ribeira de Pena
- Valpaços
- Vila Pouca de Aguiar